# C. Tangana
C. Tangana, pseudonimo di Antón Álvarez Alfaro (Madrid, 16 luglio 1990), è un rapper spagnolo.
La sua carriera inizia nel 2006 sotto lo pseudonimo di Crema; diventa famoso in seguito alla pubblicazione dell’album ‘El madrileño’.

## Biografia
C. Tangana comincia ad avere notorietà online a partire dall'uscita delle sue demo nel 2006. I suoi primi ascoltatori erano giovani.
Ha studiato in una scuola cattolica in cui si è diplomato. In seguito ha studiato all'Università Complutense di Madrid. A quel tempo, il suo nome era già popolare tra i giovani che erano attratti dal rap urbano. Fino a quando non ha presentato la sua demo Agorazein a maggio 2008 è riuscito a farsi un posto nella musica ascoltata dai giovani. Tutto ciò in un momento di gloria per la musica rap spagnola, che ai tempi presentava artisti come Nach, Violadores del Verso, El Chojin e SFDK.
Dopodiché, nonostante avesse avuto scarso successo nella scena musicale underground, non presentò più demo. Solo alcune canzoni sono state rilasciate in collaborazione con altri musicisti e cantanti del movimento indipendente. È riapparso nel 2011 con un gruppo di amici sotto il nome di "Agorazein". Quell'anno pubblicò un'opera intitolata C. Tangana (il suo nuovo nome) che aveva nuovi suoni, che gli ha portato tante recensioni negative, ma anche tanti elogi e nuovi follower.
C. Tangana aveva sostituito il suo particolare stile di frasi brevi e dirette con frasi brevi, apparentemente disconnesse, anglicizzate. Le vecchie basi hanno lasciato il posto a un universo sonoro che ha migliorato la parte più creativa della musica. Antón dichiarò sempre che la sua musica non aveva altra pretesa che far divertire le persone e disse che fuggiva dall'essere classificato come musicista professionista. Si guadagnava da vivere lavorando in un Pans and Company e in un Call center di Vodafone, ma il suo amore per la musica non cessò mai.
Quando ha pubblicato un nuovo lavoro nel 2012 (che gli ha fatto guadagnare altri follower), ha deciso di vivere in isolamento dai media dal gennaio 2013 per affrontare una fama con la quale non si sentiva a proprio agio. Si è rivelato al mondo di Internet su Twitter nel febbraio di quell'anno; era basso e diretto come lo è nella sua musica e ha generato grandi aspettative con ciascuno dei suoi movimenti apparentemente pensato in anticipo.
Ha tenuto i suoi primi concerti in America Latina nel 2016 sotto il nome di C. Tangana. Si era già esibito lì con il suo gruppo Agorazein, e ha ottenuto qualche riconoscimento. Ha lasciato il lavoro nel 2015 per dedicarsi completamente alla musica.
Nel 2017 ha iniziato un tour in America Latina chiamato C. Tangana Latino Tour. Al termine del tour, ha annunciato il suo accordo ufficiale con la casa discografica Sony Music. Ha pubblicato il singolo Mala Mujer con questa major, ed è diventato famoso in Spagna. Questa canzone ha classificato le prime posizioni nelle playlist virali di Spotify non solo in Spagna, ma anche in diversi paesi europei e in America Latina. In questo modo, "Mala Mujer" è diventato un successo estivo nel 2017 ed è stato certificato platino, che è stata la prima certificazione della carriera di C. Tangana. La canzone continua ad essere riprodotta nelle discoteche spagnole e nelle principali stazioni radio.
Nel 2023, in onore del centenario della squadra, ha composto il brano "Oliveira dos cen anos", inno del Real Club Celta de Vigo.

## Stile ed influenze
Con gli Agorazein, ha attirato l'attenzione delle persone grazie a una miscela di basi con buoni ritmi e melodie che hanno trasmesso ribellione e tristezza per gli adolescenti. Contrariamente al rap (con testi e basi duri), i suoni morbidi di C.Tangana sono diventati importanti quanto la voce, che ha iniziato a ottenere un trattamento acustico. Ha anche rotto tutti gli schemi con il suo aspetto, vestendosi in modo sfacciato con abiti firmati e circondandosi di persone di classe medio-alta. Questo fatto si scontrò con i pregiudizi e la morale dell'hip hop in Spagna. A quel tempo, la stragrande maggioranza dei gruppi aveva ancora l'orgoglio della classe operaia ed era associato con i bassifondi e gli abiti sportivi. Tuttavia, le multinazionali, il successo e il denaro facevano già parte del mondo del rap.
Nel 2015 ha adottato uno stile lirico più tradizionale, ma ha anche continuato con la parte più creativa della sua musica. Nel 2015, ha avuto un conflitto con Los Chikos del Maíz (gruppo rock radical spagnolo), che ha incluso in un video una parodia dello stile di C.Tangana. Il conflitto è durato fino al 2016 condividendo canzoni di risposta, note come "beef" nel gergo del rap. Quando C.Tangana ha pubblicato il suo video clip di Alligators, ha fatto allusione al marchio Lacoste e Los Chikos del Maíz l'hanno parodiato nel video clip della loro canzone Tú al Gulag y yo a California. Come risposta, C.Tangana pubblicò la canzone Nada, dove voleva raccontare la propria esperienza come qualcosa chiamato nel mondo del rap sotterraneo come "lezione di praw"; in altre parole, non insultare o discutere in modo banale. Quando il conflitto finì, dichiarò a Seven Star Radio che il gruppo traeva beneficio dall'immagine rivoluzionaria dell'ala sinistra, che era un gruppo con idee che non offrono nulla di nuovo e che la sua musica è la pubblicità di un piccolo segmento della popolazione. Nel 2016, Los Chikos del Maíz gli ha dedicato "Los Pollos Hermanos", e Tangana ha risposto in poche ore con "Los Chikos de Madriz".
Nelle sue canzoni, C.Tangana trasmette ideali individualistici. A volte, alcuni mass media hanno interpretato frasi sessiste nelle sue canzoni. Riguardo alle sue idee politiche, dichiara di non credere nella democrazia rappresentativa.
Il cantante ha scoperto la musica rap grazie all'album III Communication dei Beastie Boys e al film Fear of a Black Hat, come menzionato nella sua canzone Diez Años. C. Tangana è stato ispirato anche da Drake e altri cantanti come Pharrell Williams e Kanye West, a causa della loro capacità e propensione a innovare e ad attirare l'attenzione del pubblico. Tuttavia, ha confessato più volte di ascoltare tutti i generi musicali perché, come ha detto, tutto ha un lato interessante. La musica di C. Tangana non è il risultato di particolari cantanti, ma il prodotto di movimenti e tendenze musicali. Álvarez Alfaro ha recentemente dichiarato in un'intervista che il suo idolo era il "Re del Pop" Michael Jackson.

## Discografia

### Album in studio
- 2011 – Agorazein presenta a: C. Tangana
- 2012 – Love's
- 2017 – Ídolo
- 2021 – El Madrileño

### Raccolte
- 2022 – El Madrileño (La sobremesa)

### Mixtape
- 2008 – Agorazein
- 2015 – 10/15
- 2018 – Avida Dollars

### EP
- 2014 – Trouble + Presidente
- 2020 – Bien

### Singoli
- 2016 – Antes de morirme (con Rosalía)
- 2017 – Mala mujer
- 2018 – Booty (con Becky G)
- 2020 – Nunca estoy
- 2020 – Demasiadas mujeres
- 2020 – Tú me dejaste de querer (con La Húngara e Niño de Elche)
- 2021 – Ingobernable (con Gipsy Kings, Nicolás Reyes e Tonino Baliardo)
- 2021 – Ateo (con Nathy Peluso)
- 2022 – La culpa (con Omar Montes, Daviles de Novelda e Canelita)
- 2022 – Una y mil veces (Rumba) (con Omar Montes)
- 2023 – Estrecho/Alvarado (con pablopablo)
- 2023 – Oliveira dos cen anos (inno del Real Club Celta de Vigo)

### Con il gruppo Agorazein
- 2008 – Agorazein promo
- 2011 – Kind of Red
- 2012 – Alternate take #1
- 2012 – Alternate take #2
- 2012 – Altermate take #3
- 2012 – Alternate take #4
- 2016 – Siempre